# مرل سيبيرو
مرل سيبيرو هو تكوين جيولوجي يقع في ترينيداد وتوباغو يحتوي على حفريات يعود تاريخها إلى العصر الروبيلي وحتى العصر البورديغالي.

## قراءة إضافية
- RM ستينفورث. 1948. الوصف والارتباط وعلم البيئة القديمة في العصر الثالث سيبيرو مارل، ترينيداد، BWI. نشرة الجمعية الأمريكية لجيولوجيي البترول 32(7):1292-1330